# Король Артур (фільм)
«Король Артур» (англ. King Arthur) — американсько-ірландський пригодницький історичний бойовик 2004 року режисера Антуана Фукуа, сценариста Девіда Францоні. Головні ролі виконали: Клайв Овен як головний персонаж, король Артур, Йоан Гріффідд як Ланселот і Кіра Найтлі як Ґвіневера.
Продюсери фільму претендують на історично-достовірну версію легенди про короля Артура, нібито натхненну новими археологічними знахідками. Точність цих вимог є предметом обговорення, але фільм представляє Артура як римського офіцера (див. Луцій Арторій Каст), а не середньовічного лицаря. Фільм знятий в Англії, Ірландії та Уельсі.

## Сюжет
452 рік н. е. Римська імперія володіє великими територіями від Аравії до Британії. Тисячі народів живуть і вмирають під владою Риму. Серед них були сармати. Колись вони боролися з римлянами, поки від сарматів не залишилася легендарна, хоч і поріділа, кіннота. За угодою про мир, сармати, а також їхні діти, онуки і правнуки, зобов'язані служити імперії в ролі ауксіліарної (тобто допоміжної) кінноїкавалерії.
Молодий Ланселот, як і багато сарматських хлопчиків, був відвезений з рідного села на службу імперії на 15 років. Наостанок його батько, Бан, наказав йому триматися свого коня, бо за легендою в сарматських конях перероджуються душі загиблих вершників і вони бережуть своїх сідоків. Все село проводжає Ланселота бойовим кличем, який підхоплюють й інші сармати. Шлях сарматів лежав у далеку Британію, в римський бастіон Камелот, розташований на Адріанову Валу. Там їх повинні познайомити з їх майбутнім командиром, який носить спадкове ім'я Арторіус або Артур. Його батько був колись командиром Камелота, давно загинув у бою і його замінив єресіарх Пелагій, що проповідує свободу волі і права людей на самовизначення. Показуючи Артуру сарматів, Пелагій сказав йому, що справжній командир завжди йде в бій першим, готовий віддати своє життя за будь-якого зі своїх воїнів, а у разі їх смерті, прожити гідне їх пам'яті життя.
Минуло 15 років. Артур і сармати придбали гучну славу серед римлян і бриттів. З прибулих на острів в живих залишилися Ланселот, Трістан, Ґавейн, Ґалахад, Борс і Дагонет. Хоча багато хто з них, особливо Борс, поводяться варварськи і в очах римлян «нецивілізовано», Артур виховав у них дух благородства, вірності і братства, але відмовився насильно звертати їх в Християнство. Термін їх служби закінчено і з цього приводу до Британії прибуває римський емісар, єпископ Германій. По дорозі в Камелот на нього і його конвой скоєно напад бунтівників — піктів, очолюваних друїдом Мерліном. Сармати без зусиль справляються з бунтівниками, хоч і загинув «підставний» Германій, в той час як єпископ був переодягнений в кавалериста. Приєднавшись до конвою, кожен з сарматів мріє про довгоочікувану свободу, про далекий дім, залишений ними колись на рідній сарматській землі, хоча Борс вже встиг «пустити коріння», народивши з Ванорою, трактирною «кралею», дюжину діточок (дехто жартує, що один з його дітей — від Ланселота). Сам Артур чекає з нетерпінням приїзду в Рим і зустрічі з Пелагієм. У його очах столиця Імперії представляється зосередженням порядку і цивілізації, де найбільші розуми світу збираються, щоб говорити про свободу і справедливість.
У Камелоті сармати збираються в залі ради, де поминають тих хто загинув і загине, а Германій розташовується в покоях Артура. Побачивши портрет Пелагія, зроблений Артуром в дитинстві, єпископ зневажливо відкидає його від себе, показавши невдоволення самим фактом його присутності. Джоулс, конюх і кастелян Камелота, приходить до нього і просить пройти в зал ради, показуючи, що порядки в Камелоті відрізняються від загальноримських. У залі Германій і його секретар Хортон бачать Круглий стіл, що в їхніх очах здається «єрессю». Зайнявши місце поряд з Артуром, Германій повідомляє про те, що наростання загрози варварів змусило імператора і Папу ухвалити рішення про відхід римських сил з провінцій, які нездатні утримати, і що з півночі рухається величезне військо саксів. Сармати приймають ці новини досить гостро: вони знають, що сакси — орда варварів, що спалюють все на своєму шляху, не щадять ні жінок, ні дітей; в той же час їх боротьба виявилася марною, адже після відходу римлян ніхто не зможе стримати піктів. Наостанок єпископ показує сарматам їх грамоти про звільнення зі служби, але спочатку хоче поговорити з Артуром наодинці. Коли «римляни» залишилися наодинці, Германій каже, що Рим доручив сарматам останнє доручення. На північ від Стіни, в серці території піктів, знаходиться римське селище, де живе знатне сімейство Гонореїв. Єдиний син Марія Ганорія, Алекто, є улюбленим учнем Римського Папи, якому одного разу судилося очолити всю Римську Церкву. Артуру довелося погодитися, адже без грамот сарматів будуть переслідувати як дезертирів і стратять.
Тим часом сармати відзначають свою вольницю в трактирі, продовжуючи будувати плани на майбутнє. Борс просить Ванору заспівати шинкарську пісня «Там, де наш дім», від чого кожен з лицарів почав замислюватися: за останні 15 років вони поріднилися з Британією і не знають, чи є щось на їхній батьківщині, до чого повертатися. Бачачи все це, Артур не може сказати друзям про самовбивчу місію і намагається піти, але його помічає Джоулс. Артур каже лицарям про завдання Рима. Реакція лицарів неоднозначна, але всі вони приймають цей виклик. Адже як сказав Дагонет: «Рим не дотримав слова, але Артур своє слово стримає. Цього достатньо».
Перебуваючи в стайні, Артур пристрасно молиться Богу, щоб той забрав його життя, але дозволив сарматам повернутися додому. Все це чує Ланселот, який прийшов обговорити з ним похід на Північ, де їх чекає положення між молотом (саксами) і ковадлом (піктами). Зрештою, Ланселот говорить найкращому другові про те, що їхній світ — це поле вічної битви, де він хоче загинути в бою не за наказом, і що якщо Артур його переживе, то нехай спалить його тіло на східному вітрі.
Весь цей час, на півночі, саксонський вождь Кердік веде своїх воїнів на південь. Він здається втомленим не стільки від завойовницьких війн, скільки від легкості, з якою йому корилися селища, і не допускає, щоб його воїни ґвалтували бриттських жінок, щоб не допустити кровозмішення могутніх саксів зі «слабаками». Будь-яка непокора карається смертю. Опозицію вождю становить його син Кінрік, який воліє вести себе в дусі вікінгів. Пікт-перебіжчик допомагає саксам, показуючи їм карти місцевості, і розповідає їм про Вал Адріана, Артура і римське селище, де живуть знатні римляни. Щоб злегка стримати претензії сина на лідерство, Кердік погоджується не вбивати римлян, а вимагати у Імперії викуп.
Вранці Германій приходить до сарматів в стайню, кажучи про їх обов'язок і що його секретар Хортон поїде з ними як представник Риму. Артур і кіннотники відправляються в дорогу. По дорозі через ліс вони опиняються в засідці піктів, готових їх убити, але ті відступають за покликом горна. На раді вождів, один з розвідників приносить рунічний саксонський ніж і говорить про тисячі воїнів, що йдуть проти них. Мерлін вирішує переманити Артура на свій бік, розуміючи, що тільки його навички командира допоможуть перемогти вторгнення. Решта вождів проти його плану, аргументуючи, що Артур — римлянин і ворог, але Мерлін показуючи ніж, згадує про приказку «ворог мого ворога — мій друг».
Прибувши у село, Артура особисто зустрічає Марій Гонорій. Коли Артур каже, що прийшов відвести їх, Марій відмовляється, кажучи, що Рим для їх захисту пришле більш велике військо, ніж сармати. Досить грубо, Артур каже, що готовий прив'язати Гонорія до кінського хвоста і тягнути волоком. Поки римляни готуються йти, а Трістан вирушає на розвідку, Артур оглядає селище. Він бачить ледь живого старого в ланцюгах, старосту села. Один із селян, Уїлл, каже, що це покарання Марія за те, що він просив залишати селянам більше провізії з кожного врожаю. Левова частина врожаю йде на продаж, а селяни постійно голодують, але проти Марія не виступають, він назвав себе «божим глашатаєм», а суперечити йому — гріх. Артур звільняє старосту і розвінчає «культ особистості Марія», кажучи, що селяни не раби, а вільні люди. Далі він говорить про саксів і радить тим, хто може, йти до Валу Адріана, а решта — йдуть із сарматами. Все це відбувається на очах здивованого Алекто, який вперше побачив благородну людину.
Повернувшись, Трістан каже, що сакси вже перетнули гори і до вечора їх авангард дійде до селища, і до кінця не схвалює вантаж у вигляді селян. Наостанок, Артур йде до двох стражників, які намагаються замурувати прохід в якийсь підвал. Коли Дагонет розбиває замурований прохід, він, Артур і Ланселот йдуть вниз. Підвал виявився склепом, в якому під наглядом двох божевільних ченців тримали бриттів. Ланселот вбиває одного з ченців і, показуючи трупи, змушує Артура ще раз подумати про «його» бога. З ув'язнених в склепі живими залишилися лише двоє: Лукан, кельтський хлопчисько, замурований з батьками, і Ґвіневера, розвідниця піктів, якій переламали пальці. Артур витягає обох зі склепу, через що виявляється в немилості Марія, який називає ув'язнених склепу «язичниками», які повинні померти за відмову підкоритися «божій волі», або просто стати рабами Гонорея. Коли римлянин б'є дружину за те, що та виходила Ґвіневеру, Артур валить його на землю і приставляє вістря меча до горла. Марій обіцяє йому покарання за єресь, і Артур вже готовий вбити його, але один з ченців каже, що Господь Бог зажадав приносити в жертву грішників для очищення від гріхів. Артур, вирішивши виконати «Його» волю, наказує замурувати ченця в тому ж склепі, що селяни роблять з радістю. Коли сакси добираються до селища, крім ченця нікого не знаходять. Кердік приймає рішення відправити невеликий загін на чолі з сином вперед, на перехоплення.
Караван іде до Валу Адріана повільно, і Ланселот все скептично ставиться до розумності затії з селянами і все більше вважає, що це потрібно більше Артуру, чим Риму. Вночі Артур відвідує візок, де знаходяться Ґвіневера і Лукан. Дагонет, мовчазний і завжди похмурий лицар, перейнявся батьківським почуттям до дитини і наглядає за ним. Ґвіневера страждає від болю через зламані пальці, і Артур допомагає вправити їх, інакше б вони «перестали її слухатися». Поки караван знаходиться в дорозі, Ґвіневера все більше переймається цікавістю до Артура, кажучи, що серед піктів він справжня легенда, «британець на службі Риму». Артур сприймає негативно будь-які розмови про «несправедливість римської влади», однак у нього є сумніви, які він не показує відкрито. По дорозі лицарі бачать останки легіонерів, вважаючи, що сакси вже попереду, але останки занадто старі і можна зрозуміти, що обіцяне Гонореєм військо вирушило на північ, але пікти не дозволили їм пройти.
На нічній стоянці Дагонет помічає Марія в оточенні своїх солдатів, які про щось перешіптувалися. Ґвіневера, до якої став небайдужий Ланселот, завела з лицарем розмову про його батьківщину. Спочатку він віджартовується, але потім розповідає про зелені луги, за якими можна скакати майже нескінченно. Ґвіневера каже, що для її народу це називається «правом йти своєю дорогою». Коли всі засинають, Ґвіневера йде глибоко в ліс, а Артур слідує за нею. І виявляється, що вона спеціально повела його подалі від табору, на зустріч з Мерліном. Артур в гніві, але друїд каже, що прийшов до нього не як ворог, оскільки вважає ворогом тільки Рим. Він просить допомогти Артура в боротьбі з саксами, оскільки вироблена майже за 500 років тактика партизанської війни марна проти варварів і бриттам потрібен вождь і полководець.
Артур, приставивши меч до горла Мерліна, змушує його пригадати події минулого. 15 років тому загін піктів під його лідерством напав на невелике селище поблизу Камелота. У ході бійні мати Артура, Ігрейна, виявилася блокована возом, через що не могла покинути охоплений пожежею будинок. У гніві на піктів Артур кинувся до могили батька, щоб забрати його меч. Глибоко вріс в землю полуторний меч, він дався хлопчикові титанічними зусиллями, але було вже пізно. Мерлін зізнається, що не бажав Ігрейні зла, адже крім усього іншого вона була «їх крові». Він каже, що як і сам Артур, меч його батька, прозваний Екскалібуром (кельт. Разючий), викуваний і загартований у полум'ї Альбіона, і витягнути його допоміг не гнів, а любов до матері. Артур вперто відмовляється від прохання Мерліна і Ґвіневеру, розмовляючих про долю. Наостанок, пікти сіють ще два насіння роздуми: про те, билися лицарі марно, якщо варвари захоплять острів і те, що будь Артур таким холодним і розважливим римлянином, яким себе вважає, став би він забирати селян.
Вранці Марій і його люди піднімають повстання. Дагонет піддається побиттю, а Лукана Марій особисто бере в заручники. Незабаром деспотичний римлянин гине від стріли Ґвіневери, яка швидко оправилася від переломів. Оточені лицарями і сільським ополченням, солдати здаються. Повернувшись з чергової розвідки, Трістан показує Артуру здобуту у саксів «зброю для пробивання броні» і що маленький загін йде за ними по п'ятах. Артур висловлює співчуття Алекто. Юнак каже, що його батько «збився зі шляху», і що його дії далекі від християнства, але вони відповідають офіційній філософії Церкви та Риму. У відповідь Артур заперечує, що в Римі живе його наставник Пелагій, що проповідує свободу і рівність всіх людей від народження. Алекто повідомляє йому, що Пелагій був відданий анафемі і убитий ще рік тому за наказом Германія, тому як викрив всю їх братію. Алекто каже: «Рим не такий. Він тільки в твоїх мріях». Слова юнака про людину, яка була його єдиною сім'єю, і що Рим, до якого він так тягнувся, виявився серцем прогнилої Імперії, де панує деспотизм і жадібність, стали тим самим поштовхом, що змусив Артура переглянути свій погляд на те, у що він до цього вірив.
Добравшись до замерзлого озера, каравану доводиться пересуватися досить повільно, щоб лід під ними не провалився. Це дає загону Кінріка час наздогнати їх, але Артур робить відчайдушний план. Він, його лицарі і Ґвіневера залишаться на березі озера з луками і стрілами. Так як стріли арбалетів і коротких луків не долітають до сарматів, лицарі з довгими луками можуть легко обстрілювати наступаючих ворогів з боків, поки вони не зберуться в щільну групу людей, від якої лід так чи інакше провалиться. Алекто хоче залишитися з сарматами, але Артур відсилає його, адже саме він був метою походу і тільки він може повернутися в Рим, щоб розповісти всім про те, що трапилося. На початку все йде за планом Артура: воїни Кінріка все більш і більш щільно зближуються один з одним, але лід виявляється достатньо міцним, щоб їх витримати. У цей момент Дагонет, схопивши сокиру, спрямовується назустріч противнику і, не добігши декількох метрів, починає рубати лід. З ворожих арбалетів в нього відразу летять стріли, але і поранений він з останніх сил все ж завершує почате до кінця — лід тріскається і багато саксів йдуть під воду. Решта ж не можуть пройти далі, і змушені відступити.
Караван добирається до Камелота, де Алекто вже чекає «щасливий» Германій. Алекто цурається від нього, як від прокаженого, лицарі сумні і похмурі, по погляду Артура і його словам про «друга батька» розуміє, що він знає про Пелагія. Лукан, побачивши лежачого на возі Дагонета, біжить до нього, а легіонери, які намагалися його затримати, потрапляють під вістря меча Галахада і відступають. Лукан плаче, побачивши свого «батька» мертвим, і забирає його сарматське кільце. Дагонет знав, за що боровся, він врятував життя своїх друзів і інших мандрівників, дозволивши їм дістатися до рятівної стіни і нарешті отримати обіцяну свободу. Германій відкриває шкатулку з грамотами і Ланселот забирає їх, щоб роздати товаришам. Останні дві грамоти Ланселот віддає Борсу: для нього і Дагонета. Борс кричить: «Він не буде вільніше. Він і так вільний. Він мертвий», після чого кидає грамоту в ноги Германія. У той день, на похоронах Дагонета, де його грамоту поклали в шкатулку і поклали поверх могили, всі учасники походу зрозуміли, що свобода іноді буває дуже гіркою.
Борс проводить час біля могили друга, в міру п'яний. Артур сидить на могильному пагорбі, дивлячись на Камелот і роздумуючи про те, що він зробив, і що робити тепер. Його відвідує Ґвіневера, яка намагається переконати його, що його бій ще не закінчено і йому є заради чого жити і битися. Увечері Артур відвідує Круглий стіл і свої покої, де знаходить розбитий портрет Пелагія. Він відчуває відповідальність перед Британією. Артура кличе Джоулс. Піднявшись на стіну, Артур бачить, що сакси вже зайняли позиції і готові штурмувати вал Адріана. Багато римлян вже готові піти, але Артур приймає рішення залишитися і захищати свою «батьківщину». Ланселот намагається переконати виїхати з ними, але Артур налаштований рішуче.
Вночі, в намет де він спить, приходить Ґвіневера. Вони кохаються. На світанку мешканці Камелота покидають бастіон. Селяни спалюють сіно на полях, створюючи димову завісу. Артур, останній захисник Британії, стоїть на пагорбі, звідки проглядаються обидві сторони стіни, в повному бойовому обладунку зі штандартом Легіону «Віктрікс». Сармати бачать його і все більше відчувають, що кидають його напризволяще. Тільки Борс вискочив із загального потоку, кричачи його римське ім'я, як бойовий клич, на який Артур відповідає піднятим штандартом. У цей час пікти, на чолі з Ґвіневерою і Мерліном, займають свої позиції на кордонах лісу.
Кердік, бачачи все це, посилає пікта-перебіжчика з білим прапором, щоб почати переговори з Артуром. Обидва лідери починають діалог, де клянуться знайти один одного на полі бою. Кердік щасливий, що нарешті знайшов гідного супротивника. Сармати, відчуваючи свій невиконаний борг, зупиняються. Трістан велить своєму ручному соколові летіти, кажучи, що і він вільний. Борс дивиться на Ейнору та їхніх дітей, розуміючи, що Британія вже і його будинок теж. Кожен з них розуміє, що батьківщина не там, де ти народжений, а те, що близьке твоєму серцю. Зрештою, сарматська кавалерія за 15 років зросла з чужинців на службі Риму в Братство вояків, Орден лицарів Круглого Столу, що приєднується до свого лідера.
Починається Битва при Бадонському Пагорбі. Пікти використовують проти саксів як лобову атаку, так і катапульти. Перебіжчик гине від стріли Трістана на самому початку битви. Кривава битва забирає багато життів, у тому числі і кіннотників-сарматів. Ланселот вступає в сутичку з Кінріком і вони вбивають один одного: Ланселот гине від арбалетної стріли, а Кінрік від удару мечем. Кердік вступає в бій з Трістаном і перемагає сармата, який бачить в передсмертному баченні свого сокола. Артур вступає в бій з вождем саксів і виходить із нього переможцем. Решта саксів розбігається. Бритти відстояли свою землю, але й без жертв не обійшлося. Артур плаче над мертвим тілом Ланселота і кляне Бога, кажучи що готовий був загинути, щоб його лицарі вижили. В результаті Артур виконує волю друга: його поховали разом з Тристаном і Дагонетом.
На старому кельтському капищі біля моря Мерлін вінчає Артура і Ґвіневеру, а після оголошує Артура королем Альбіона. Артур оголошує жителів Британії, Шотландії, Уельсу та Ірландії вільним народом і збирається побудувати на острові те, про що він і Пелагій мріяли побачити в Римі — націю вільних людей, де царює мужність, честь, справедливість. Коли всі почали вигукувати ім'я нового короля, Сер Борс Старший вигукує римське ім'я «Арторіус» як бойовий клич. Піктські лучники на кручі пускають вогненні стріли в море, як святковий салют.
Наприкінці по зеленим лугах Британії скачуть три коні, два чорних і білий, що уособлюють Дагонета, Трістана та Ланселота. Дух найкращого з лицарів, що є і оповідачем історії, каже, що ці історії будуть жити у віках, і будуть переходити від батьків до дітей, бо у всі часи будуть чутні історії про Камелот, Екскалібур, благородних лицарів, а на чолі них залишиться «король минулого і прийдешнього» — Король Артур.

## Ролі
- Клайв Овен — Артур
- Кіра Найтлі — Ґвіневера
- Йоан Гріффідд — Ланселот
- Мадс Міккельсен — Трістан
- Г'ю Денсі — Галахад
- Джоел Еджертон — Гавейн
- Рей Вінстон — Борс Молодший
- Рей Стівенсон — Дагонет
- Стівен Діллейн — Мерлін
- Стеллан Скашгорд — Кердік
- Тіль Швайгер — Кінрік
- Шон Гілдер — Джоулс
- Івано Марескотті — єпископ Германіус
- Кен Стотт — Маріус Гоноріус
- Лоренцо Де Анджеліс — Алекто
- Ігара Шувч — Ігрейна

## Виробництво
Перший трейлер до фільму озвучений голосом «Морфеуса» — у світі відомому як Лоуренс Фішберн.
У загальній складності, 2 500 різних костюмів були зроблені для фільму, 300 мечів, 700 списів, 350 щитів. Битву на Баден Хілл знімали п'ять тижнів.
За задумом продюсерів, режисерське крісло повинен був зайняти творець «Армагеддону» Майкл Бей. Однак він покинув проект через відносно низький для такого жанру бюджет картини. Довгі 5 років, протягом яких Майкл вибудовував свої сюжетні лінії і задумки, виявилися витрачені даремно.
400 осіб були запрошені для зйомок в ролі саксонських воїнів. Більшість з них до цього не мали ніякого бойового досвіду.
Більшість великих батальних сцен зняті за допомогою вісімнадцяти камер одночасно. Крім операторів поза кадром були також перевдягнені оператори, які знімали під час бою. Камери також встановлені були на щитах, мечах і конях.
Під час зйомок Кіра Найтлі мало не вбила коня, практикуючи свою стрільбу з лука.
Після декількох слабких рейтингових тестових кінопоказів продюсери стали стурбовані тим фактом, що у фільмі недостатньо гумору, тому станом на 16 червня, тринадцять днів до прем'єри в США, зняли сцену, в якій Борс (Рей Уїнстон) розповідає, що його численні діти мають номери замість імен.
Художник по костюмах Пенні Роуз готувалася до фільму, вивчаючи знамениту книгу П. В. Глоба «Болотні люди: Людина часів залізної доби, що збереглася» (англ. The Bog People: Iron Age Man Preserved). Глоб виявив Людину з Толлунда і Людину з Гроболла в Данії часів приблизно 400 р н. е.; обидва майже прекрасно збереглися, в тому числі й одяг.
Битва на льоду — процес розкадровки, зйомок, спецефектів, композивування тощо — з кількох хвилин насправді приблизно 9 місяців безперервної роботи.
Всі з головних дійових осіб відвідували два тижні навчальний табір керівника трюків Стіва Дента. Тренінг включав верхову їзду, бойову їзду, стрільбу з лука, бокс, бої на мечах, боротьбу. Через свій вік Рей Уїнстон не відвідував навчальний табір, але він боксував в юності, і це було включено в його персонаж.
Клайв Овен отримав роль короля Артура після того, як Рассел Кроу, Мел Гібсон і Х'ю Джекман відмовилися від неї, а продюсер Джері Брукхаймер наклав вето на вибір режисера з тоді порівняно невідомого Деніела Крейга, тому що він був тоді переконаний, що Овен буде наступним Джеймсом Бондом.
Спочатку передбачалося, що фільм буде знятий з рейтингом R, з відповідними сценами графічного насильства. Тим не менше, після того, як картина була відредагована, керівники Діснея зажадали змінити рейтинг на PG-13; відповідно, вимагаючи, щоб з багатьох робочих моментів і батальних сцен видалили кров і таке інше. Режисер Фукуа і продюсер Брукхаймер не зраділи цьому рішенню і воювали проти нього, але зрештою програли. Вони обидва були розчаровані релізом у кінотеатрах, а пізніше випустили скорочену набагато жорстокішу режисерську версію фільму на DVD. Тим не менш, відповідно до коментарів Фукуа, навіть така скорочена версія є значно менш жорстокіша, ніж ідеальна оригінальна версія. За іронією долі, коли фільм був випущений, найбільші критичні зауваження полягали у тому, що бої були загадково безкровні, отже, це підриває всяке почуття реалізму.
Згідно з Йоаном Гріффіддом (Ланселот), оператор головної камери носив мотоциклетний захисний шолом і був постійно оточений людьми, що прикривали його щитами, настільки інтенсивними були сцени битв навколо нього.
Незважаючи на те, що у фільмі показана вогка холодна погода, під час зйомок стояла спека і був зареєстрований рекордно високий показник температури для цієї пори року.
В інтерв'ю журналу Express Magazine за 24 липня 2004 р. («Кіра вбиває лицарів» від Джона Міллара) Кіра Найтлі зізналася, що її груди були у цифровій обробці на американських кіноплакатів, щоб зробити їх більшими.
Івано Марескотті не розмовляв англійською, коли його обрали на роль єпископа Германіуса; йому довелося вчити мову одночасно з репетицією своєї ролі.
В оригінальному сценарії Девіда Францоні любовний трикутник між Артуром, Ґвіневерою і Ланселотом був важливою частиною сюжету, як це показано в більшості кінематографічних адаптацій Артуріани (наприклад, Екскалібур Джона Бурмана (1981)). Тим не менше, під час дослідження міфу для фільму режисер Антуан Фукуа дійшов висновку, що не було жодного слова правди в цьому любовному трикутнику з історичного аспекту історії, і тому Францоні переписав сценарій без цієї деталі.

## Цікаві факти
- Сюжет фільму, в якому втомлена битвами, елітна команда повинна йти в тил ворога, щоб врятувати когось через його важливість, майже ідентичний сюжетові попереднього фільму режисера Фукуа Сльози Сонця.

- Рей Стівенсон (Дагонет), Медс Міккельсен (Трістан) і Тіль Швайгер (Кінрік) також з'явилися в фільмі Мушкетери (2011). Хью Денсі (Галахад) і Медс Міккельсен (Трістан) зустрінуться разом майже десять років потому в фільмі Ганнібал (2013), граючи Уілла Грема і Ганнібала Лектера відповідно.

- Кінь, на якому їздив верхи Борс (Рей Уїнстон) у фільмі — той же самий кінь, на якому був Максімус (Рассел Кроу) у фільмі Гладіатор (2000).

- Мова, якою говорять пікти у лісі, являє собою поєднання стародавньої гельської і давньої валлійської. Справжня мова спілкування піктів давно втрачена.

- Хоча під час всіх масових сцен використовувалися підроблені мечі, для зустрічей один на один у фільмі (наприклад, між Артуром (Клайв Оуен) і Кердіком (Стеллан Скарсгард) або Ланселотом (Йоан Гріффідд) і Кінріком (Til Швайгер), мечі були справжніми.